# كلية لندن الجامعية
كلية لندن الجامعية (بالإنجليزية: University College London) تقع في مدينة لندن وهي من أقدم الجامعات اللندنية. أُسِّسَت في 11 فبراير 1826 وأطلق عليها في البداية اسم جامعة لندن وأصبحت جامعة تحمل مفهوم العلم فقط، دون تفريق بين الطلبة بعرق أو دين أو لون أو مذهب أو فكر أو طائفة أو جنس.
يوجد في الجامعة حاليا أكثر من 28 ألف طالب. اختيرت الجامعة الثالثة في المملكة المتحدة، وهي عضو في مجموعة راسل للجامعات ومجموعة أخرى تسمى «G5»، وهي من الجامعات الأوروبية الأعضاء برابطة الجامعات البحثية الأوروبية. ميزانيتها 600 مليون جنيه استرليني.

## فروع الجامعة

### كلية لندن الجامعية في قطر
كلية لندن الجامعية هي أول جامعة بريطانية تفتتح فرعا لها في قطر بالتعاون مع مؤسسة قطر ومتاحف قطر. استقبلت الجامعة أول طلابها في أغسطس 2012 ووانضم لها حتى الآن 140 طالبا من 40 دولة.

### كلية لندن الجامعية في أستراليا
في عام 2008 افتتحت كلية لندن الجامعية أول فرع لها خارج المملكة المتحدة في مدينة أديلايد في استراليا وهو الأول لجامعة بريطانية في هذا البلد.

## حرم الجامعة والموقع

### بلومزبيري
تتركز كلية لندن الجامعية في منطقة بلومزبيري في حي كامدن، في وسط لندن. يقع الحرم الرئيسي حول شارع غاور، وتوجد كثير من الأقسام الأخرى القريبة التابعة للجامعة في المنطقة ذاتها. تقع معظم المعاهد الصحية التابعة للجامعة بالقرب من المستشفيات التعليمية، مثل معهد كوين سكوير لطب الأعصاب التابع لكلية لندن الجامعية، والمستشفى الوطني لطب وجراحة الأعصاب في كوين سكوير، ومعهد غريت أورموند ستريت لصحة الطفل ومستشفى غريت أورموند ستريت للأطفال التابعَين لكلية لندن الجامعية، ومعهد إيستمان لطب الأسنان ومستشفى إيستمان لطب الأسنان التابعَين لكلية لندن الجامعية.
تشمل المباني التاريخية لكلية لندن الجامعية في بلومزبيري مبنى الجامعة الرئيسي المُدرج في قائمة المباني المحمية من الدرجة الأولى، وفيه مبنى ويلكنز الأصلي الذي صممه ويليام ويلكنز. في الجانب المقابل في شارع غاور، يوجد مبنى كروسيفورم المُصنف على أنه مبنى محمي من الدرجة الثانية، الذي شُيد في أوائل القرن العشرين، وكان آخر مبنى كبير صممه ألفريد ووترهاوس. كان مبنى كاثلين لونسديل القريب المُصنف على أنه مبنى محمي من الدرجة الثانية، أول مختبر كيميائي تخصصي لكلية لندن الجامعية. ويُصنف مبنى روكفلر على أنه مبنى محمي من الدرجة الثانية أيضًا. وفي بلومزبيري أيضًا يوجد مبنى معهد التعليم «محمي من الدرجة الثانية» الذي شُيد في سبعينيات القرن العشرين وصممه دينيس لاسدون وشركاؤه. يقع جزء كبير من العقار ضمن المنطقة المحمية في بلومزبيري، التي حُددت في 1968. تشمل المباني المعاصرة المهمة مبنى مدرسة الدراسات السلافية ودراسات شرق أوروبا «الحائز على جائزة المعهد الملكي للمهندسين المعماريين البريطانيين لعام 2006» ومبنى مركز سينسبري ويلكوم للدارات العصبية والسلوك «الحائز على جائزة منتدى كبار المعماريين الأوروبيين لأفضل تصميم وهندسة للواجهة، والفائز الشامل في 2016».
في أغسطس 2024، كسبت كلية لندن الجامعية قضية في المحكمة لاستعادة السيطرة على جزء من حرمها الجامعي الذي احتله متظاهرون  مؤيدون لغزة منذ مايو.

### حرم كلية لندن الجامعية الشرقي
لدى كلية لندن الجامعية حرم جامعي ثانٍ، وهو الحرم الجامعي الشرقي، في منتزه الملكة إليزابيث الأوليمبي في ستراتفورد، شرق لندن. افتُتح المبنى الأول، المكون من ثلاثة طوابق مخصصة للتدريس والأبحاث، إضافةً إلى سكن طلابي يتسع لنحو 500 طالب، مكون من برجين، في 2022، وافتُتح المبنى الثاني، المكون من ثمانية طوابق مخصصة للتدريس والأبحاث، في 2023. ومن المقرر بناء أربعة مبانٍ أخرى في ثلاثينيات القرن الحادي والعشرين. تدير جامعة لندن حرمًا جامعيًا داخل هير إيست، وهو المركز الإعلامي السابق للمنتزه الأوليمبي. 

### مرصد جامعة لندن في ميل هيل
في أماكن أخرى في وسط لندن، يوجد معهد طب العيون التابع لكلية لندن الجامعية قرب مستشفى مورفيلدز للعيون في كليركينويل، وحرم مستشفى رويال فري ومستشفى ويتينغتون التابعَين لكلية الطب في كلية لندن الجامعية، وعدد من المستشفيات التعليمية الأخرى المرتبطة بها. تقع كلية الإدارة بكلية لندن الجامعية في الطابقين 38 و50 «البنتهاوس» من مبنى ون كندا سكوير في الحي المالي في كاناري وارف. يقع مرصد جامعة لندن الجامعية في ميل هيل ويقع مختبر مولارد لعلوم الفضاء في هولمبري سانت ماري في مدينة سوري. يقع ملعب القوى التابع للجامعة  في شينلي، هيرتفوردشاير.

### سكن الطلبة
الواجهة التاريخية المحفوظة لنيو هول وخلفها مساكن الطلاب على بعد متر واحد، وكثير من نوافذ الطلاب تطل على الجدار الحجري.
تمتلك جامعة لندن 26 سكنًا جامعيًا تتسع لنحو 7000 سرير طلابي. تضمن الجامعة الإقامة لطلاب السنة الأولى في المرحلة الجامعية الأولى الذين يتبعون برامج تعليم بدوام كامل ممن لم يسكنوا سابقًا في لندن خلال دراستهم في الجامعة، المقبولون قبولًا نهائيًا ويتقدمون بطلب الحصول على الإقامة قبل 10 يونيو من كل عام، ولطلاب الدراسات العليا الأجانب في السنة الأولى الذين لم يسكنوا في السابق في لندن خلال دراستهم في الجامعة، الذين يقبلون قبولًا نهائيًا ويتقدمون بطلب الحصول على الإقامة قبل 30 يونيو من كل عام. تضمن الجامعة الإقامة للطلاب دون 18 عامًا في بداية العام الدراسي وللطلاب الذين يخرجون من نظام الرعاية الاجتماعية. تتوفر أماكن سكن محدودة للطلاب العائدين وغيرهم ممن لا يستوفون معايير الحصول على إقامة مضمونة. يحق لطلاب كلية لندن الجامعية أيضًا، بصفتهم طلابًا في مؤسسة عضو في جامعة لندن، تقديم طلب للحصول على سكن في مساكن جامعة لندن المشتركة. 
في 2013، مُنح مبنى سكن الطلاب «نيو هول» التابع لكلية لندن الجامعية، المبني حديثًا على طريق كاليدونيان، وصممه ستيفن جورج وشركاؤه، كأس «كاربانكل» التي تُمنح لأقبح بناء بُني في السنة السابقة في المملكة المتحدة، ووصفته مجلة «تصميم المباني» بأنه أسوأ مبنى جديد في البلاد، مع تعليق جاء فيه: «هذا مبنى لم ترَ هيئة المحلفين أنه مناسب للسكن البشري إطلاقًا». رفض مجلس إزلنجتون في البداية الموافقة على تصريح التخطيط للمبنى، ولكن القرار نُقض في الاستئناف. ولأنه مُصنف على أنه فندق أو دار ضيافة، فقد استُثني من عدد من المعايير التي تُطبق على المباني السكنية، مثل دخول ضوء النهار إلى الغرف.
تضمن تطوير حرم كلية لندن الجامعية الشرقي 532 غرفة طلابية في ون بوول ستريت، افتُتحت في 2022. وكان مقررًا افتتاح أماكن إقامة إضافية في مبنى مارشغيت في 2023، وفي الموقع الثاني في بوول ستريت.

### المبادرات البيئية
صُمم «مركز الطلاب» الجديد في كلية لندن الجامعية، الذي افتُتح في 2019، ليكون مبنى صديقًا للبيئة، وكان آنذاك واحدًا من 320 مبنى فقط في العالم كله حصلت على شهادة التميز من نظام تقييم المباني الخضراء والمستدامة «بريم». للحصول على هذه الشهادة، يجب أن تكون عمليات التصميم والهندسة والبناء جميعها ابتكارية، ما جعل مركز الطلاب من بين أفضل 1% من المباني غير السكنية في المملكة المتحدة من ناحية الاستدامة. كان مركز الطلاب من الأبنية المرشحة النهائية في جوائز غرين غاون في 2019.
في 2019 أيضًا، أطلقت كلية لندن الجامعية استراتيجية كلية لندن الجامعية المستدامة 2019-2024، تضمنت ثلاث مبادرات لتعزيز الاستدامة. وضمن مبادرة المناخ الإيجابي، تعهدت الجامعة بخفض استهلاك الطاقة بنسبة 40%، وأن تكون جميع مصادر الطاقة متجددة، وجميع مباني الجامعة خالية من الكربون بحلول عام 2024، إضافةً إلى تحقيق صافي انبعاثات كربونية صفري بحلول عام 2030. فازت مبادرة المناخ الإيجابي بجائزة «العمل المناخي 2030» في حفل توزيع جوائز غرين غاون 2020. 